# André Chenail
Pour les articles homonymes, voir Chenail.
André Chenail, né le 12 juillet 1946 à Sainte-Clotilde, est un homme politique québécois. Il est député de la circonscription de Beauharnois-Huntingdon de 1989 à 2003, puis de Huntingdon de 2003 à 2007, sous la bannière du Parti libéral du Québec. Il est également maire de Sainte-Clotilde dans la Municipalité régionale de comté des Jardins-de-Napierville de 1982 à 1989, puis de 2017 à 2020.

## Biographie
En 1977, André Chenail est président fondateur des Fermes du Soleil, une entreprise maraîchère spécialisée en culture et en distribution de légumes. Il est ensuite président des Terres du Soleil, une entreprise de promotion immobilière, à partir de 1981.
À compter de 1986, il est président du Centre d'accueil Pierre-Rémi-Narbonne en plus d'être directeur de la fondation du même nom. De 1987 à 1988, il est directeur et président de l'Association des jardiniers-maraîchers de la région de Montréal. 

### Carrière politique
Avant de devenir maire de Sainte-Clotilde de 1982 à 1989, il est conseiller municipal de cette municipalité de 1973 à 1975 et de 1976 à 1980. Il est ensuite préfet de la municipalité régionale de comté des Jardins-de-Napierville en 1987 et en 1988. 
En 1989, il est élu député libéral dans Beauharnois-Huntingdon. Il est réélu en 1994 et en 1998. Il est ensuite élu dans Huntingdon en 2003, et est défait en 2007 par Albert De Martin. En 2007, il est président de l'association libérale de Huntingdon.
Il est réélu en tant que maire de Sainte-Clotilde en 2017, mais il démissionne en 2020. 